# Zambia na Letnich Igrzyskach Olimpijskich 1968
Zambię na XXIII Letnich Igrzyskach Olimpijskich reprezentowało 7 sportowców.
Był to 2. (w tym raz jako Rodezja Północna) start Zambii na letnich igrzyskach olimpijskich.

## Skład kadry

### Boks
- David Nata - waga ekstralekka - 17. miejsce
- Kenny Mwansa - waga musza - 9. miejsce
- Godfrey Mwamba - waga kogucia - 33. miejsce
- Julius Luipa - waga półśrednia - 9. miejsce

### Lekkoatletyka
Mężczyźni
- Douglas Zinkala - maraton - 35. miejsce
- Godwin Kalimbwe - maraton - 40. miejsce
- Enoch Muemba - maraton - 56. miejsce